# ABC Futebol Clube
El ABC Futebol Clube es un club de fútbol de la ciudad brasileña de Natal, en el estado de Río Grande del Norte. Fue fundado el 29 de junio de 1915 y el nombre fue elegido en homenaje al Pacto ABC (Argentina, Brasil y Chile) firmado el mes anterior. En la actualidad, juega en el Campeonato Brasileño de Serie C, tras haber estado durante un año en la Serie B.
Es el club con más títulos ganados en el Campeonato Potiguar, con 57 conquistas hasta la fecha, lo cual lo convierte en el club con más títulos estatales ganados a nivel nacional.

## Entrenadores
- Álvaro Barbosa (abril de 1953–?)[6]
- Chico Velho (?–agosto de 1954)[7]
- Nelson Sayão (agosto de 1954–marzo de 1955)[7][8]
- Álvaro Barbosa (abril de 1955–1955)[8]
- Edésio Leitão (julio de 1955–abril de 1956)[9][10]
- Tidão y Ney (interino- abril de 1956–?)[10]
- Luis Comitante (julio de 1957–enero de 1958)[11]
- Jaminho (jugador-entrenador[12]- marzo de 1958-marzo de 1959)[13][14][15]
- Danilo Alvim (febrero de 1973–enero de 1974)[16][17][18]
- João Avelino (diciembre de 1975–noviembre de 1976)[19][20]
- Maranhão (noviembre de 1976–?)[21]
- Valdemar Carabina (octubre de 1977-enero de 1979)[22][23]
- Ivo Hoffman (enero de 1979–marzo de 1979)[24][25]
- Ferdinando Teixeira (marzo de 1979–diciembre de 1979)[26][27]
- Antônio Galvão (interino- diciembre de 1979–enero de 1980)[27][28]
- Servílio (enero de 1980–noviembre de 1980)[29][30]
- Valdemar Carabina (noviembre de 1980–?)[31]
- Erandyr Montenegro (diciembre de 1980–septiembre de 1981)[32]
- Valdemar Carabina (septiembre de 1981–febrero de 1982)[33]
- Scala (marzo de 1982–?)[34][35]
- Ferdinando Teixeira (1995)[36]
- Ferdinando Teixeira (1996)[36]
- Ferdinando Teixeira (1999)[36]
- Ferdinando Teixeira (2007–septiembre de 2008)[36][37]
- Heriberto da Cunha (?–mayo de 2009)[38]
- Arturzinho (mayo de 2009–julio de 2009)[39][40]
- Flávio Lopes (julio de 2009–octubre de 2009)[40][41]
- Didi Duarte (octubre de 2009–marzo de 2010)[41][42]
- Leandro Campos (marzo de 2010–agosto de 2011)[43][44][45]
- Iván Ricardo (interino- agosto de 2011)[45]
- Guto Ferreira (agosto de 2011)[46][47]
- Ranielle Ribeiro (interino- agosto de 2011)[48]
- Leandro Campos (septiembre de 2011–mayo de 2012)[49][50]
- Márcio Goiano (mayo de 2012–julio de 2012)[51][52]
- Ranielle Ribeiro (interino- julio de 2012/julio de 2012)[52][53]
- Zé Teodoro (marzo de 2014–septiembre de 2014)[54][55]
- Moacir Júnior (septiembre de 2014–octubre de 2014)[56][57]
- Roberto Fonseca (octubre de 2014–marzo de 2015)[58][59]
- Ademir Fesan (interino- marzo de 2015)[60]
- Josué Teixeira (marzo de 2015–mayo de 2015)[60][61]
- Ademir Fesan (interino- mayo de 2015)[61]
- Gilmar Dal Pozzo (mayo de 2015–julio de 2015)[62][63]
- Toninho Cecílio (julio de 2015–agosto de 2015)[64]
- Hélio dos Anjos (agosto de 2015–octubre de 2015)[65][66]
- Ranielle Ribeiro (interino- octubre de 2015)[66]
- Sérgio China (octubre de 2015–diciembre de 2015)[67][68]
- Narciso dos Santos (diciembre de 2015–febrero de 2016)[68][69]
- Geninho (febrero de 2016–julio de 2017)[70][71]
- Márcio Fernandes (julio de 2017–agosto de 2017)[72][73]
- Ranielle Ribeiro (interino- agosto de 2017)[73]
- Itamar Schülle (agosto de 2017–octubre de 2017)[74][75]
- Ranielle Ribeiro (interino- octubre de 2017–diciembre de 2017/diciembre de 2017–mayo de 2019)[75][76][77]
- Roberto Fernandes (junio de 2019–septiembre de 2019)[78][79]
- Francisco Diá (septiembre de 2019–diciembre de 2020)[80][81]
- Sílvio Criciúma (diciembre de 2020–abril de 2021)[82][83]
- Gilmar (interino- abril de 2021)[84]
- Moacir Júnior (abril de 2021–marzo de 2022)[85][86]
- Fernando Marchiori (marzo de 2022–mayo de 2023)[87][88]
- Tostão (interino- mayo de 2023)[89]
- Allan Aal (mayo de 2023–septiembre de 2023)[90][91]
- Argel Fuchs (septiembre de 2023–noviembre de 2023)[92][93]
- Jonydei Tostão (interino- noviembre de 2023)[93]
- Rafael Lacerda (noviembre de 2023–marzo de 2024)[94][95]
- Marcelo Cabo (marzo de 2024–abril de 2024)[96][97]
- Roberto Fonseca (abril de 2024–agosto de 2024)[98][99]
- Ney Franco (noviembre de 2024–febrero de 2025)[100][101]
- Evaristo Piza (febrero de 2025–presente)[3]

## Presidentes
- Fernando Suassuna (2018–2020)[102][103]
- Bira Marques (2020–presente)[104][2]

## Palmarés

### Torneos nacionales
- Campeonato Brasileño de Serie C (1): 2010.

### Torneos estaduales
- Campeonato Potiguar (57): 1920, 1921, 1923, 1925, 1926, 1928, 1929, 1932, 1933, 1934, 1935, 1936, 1937, 1938, 1939, 1940, 1941, 1944, 1945, 1947, 1950, 1953, 1954, 1955, 1958, 1959, 1960, 1961, 1962, 1965, 1966, 1970, 1971, 1972, 1973, 1976, 1978, 1983, 1984, 1990, 1993, 1994, 1995, 1997, 1998, 1999, 2000, 2005, 2007, 2008, 2010, 2011, 2016, 2017, 2018, 2020, 2022

### Torneos amistosos
- Torneo Quadrangular de Fútbol: 1955[105]